# Mecodinops decorosa
Mecodinops decorosa là một loài bướm đêm trong họ Noctuidae.